# St. Johann Baptist (Antweiler)

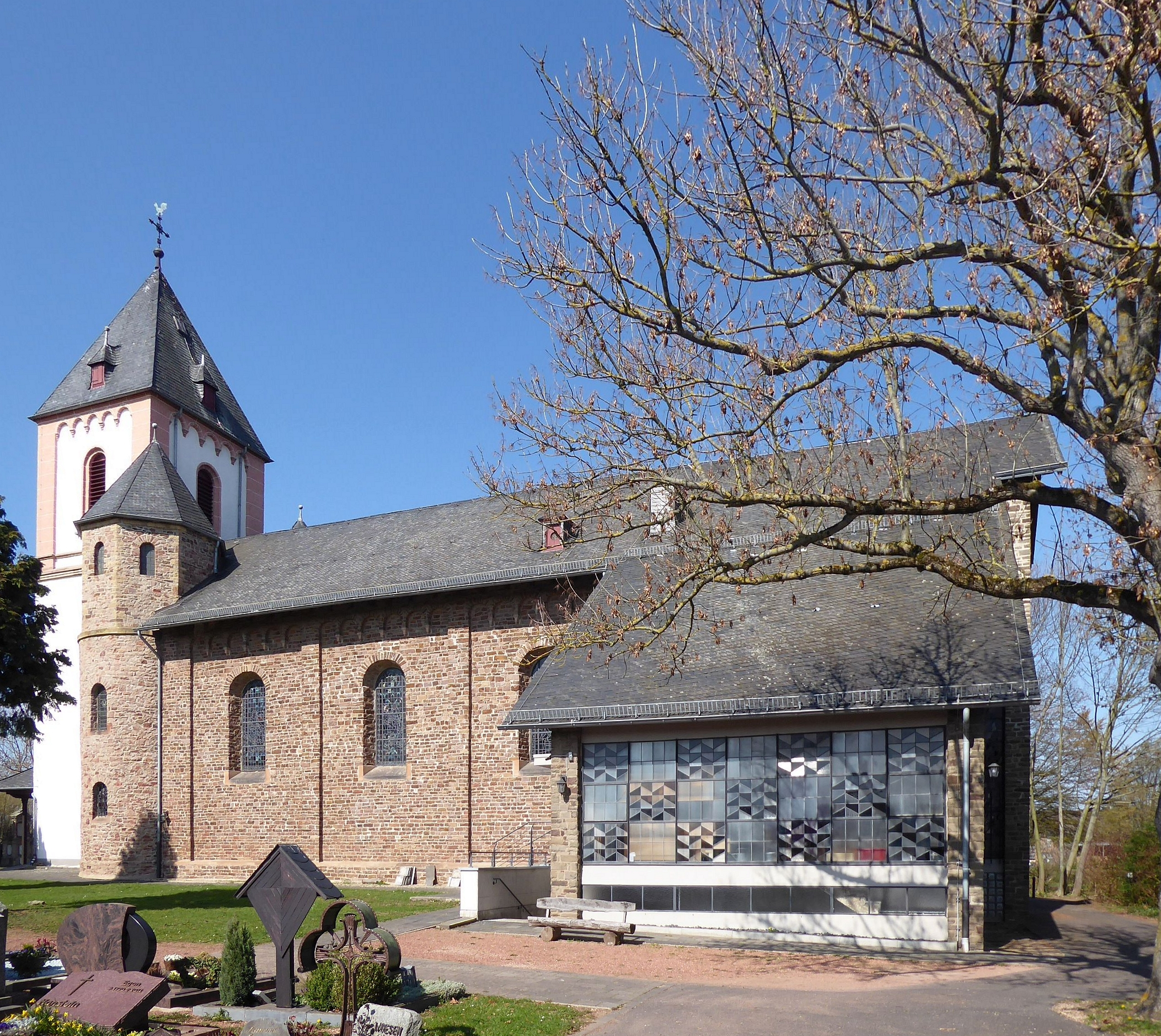
St. Johann Baptist

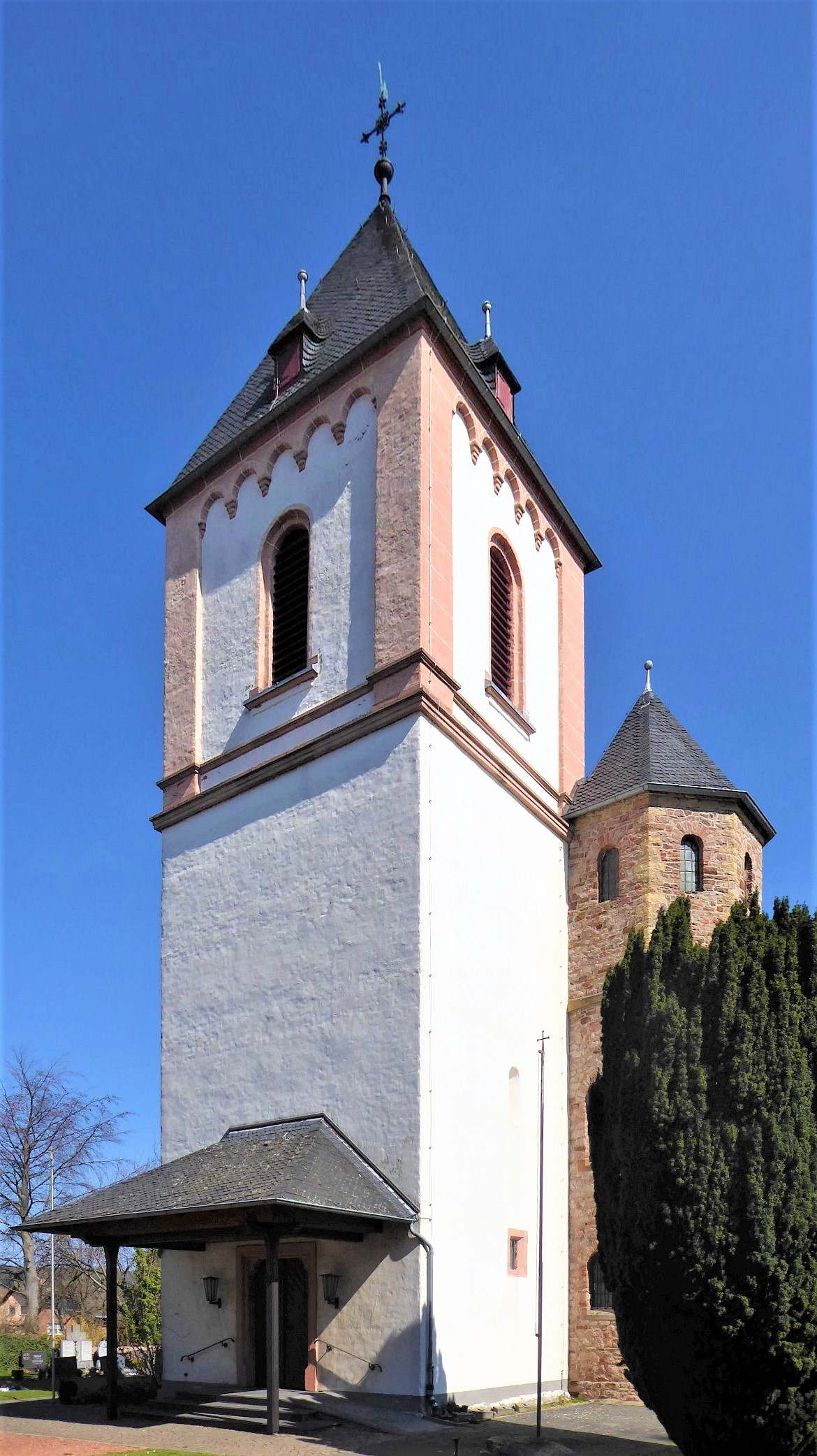
Blick zum Turm

St. Johann Baptist ist eine römisch-katholische Pfarrkirche in Antweiler, einem Ortsteil von Mechernich im Kreis Euskirchen in Nordrhein-Westfalen. Sie gehört zum katholischen Seelsorgebereich Veytal.

## Geschichte
Erzbischof Heribert von Köln schenkte im Jahr 1003 der Abtei Deutz einen Hof in Antweiler, den er durch den Grafen Baldricus und dessen Frau Atela geschenkt bekommen hatte. 1019 wurde in einer Erneuerungsurkunde neben dem Hof auch die Kirche in Antweiler erwähnt, die als Geschenk derselben Stifter an die Abtei genannt wird. 1253 wurde die Kirche durch Erzbischof Konrad von Hochstaden dem Stift Dietkirchen inkorporiert, das schon das Patronatsrecht  besaß und bereits 1158 in Antweiler begütert war.
Von der ursprünglichen romanischen Kirche ist nur der vollkommen ungegliederte zweigeschossige Westturm aus dem 13. Jahrhundert erhalten. Die alte Kirche wurde 1852 wegen Baufälligkeit durch einen einschiffigen Bruchsteinbau in romanischen Formen nach Plänen des Dombaumeisters Ernst Friedrich Zwirner ersetzt. 1894 wurde der Turm um ein neoromanisches Glockengeschoss erhöht, 1925 folgten zwei Flankentürmchen. 1963/64 wurde die Kirche durch den Anbau eines Querhauses erweitert.